# Выборы мэра Ленинграда (1991)
Выборы мэра Ленинграда 1991 года — выборы, состоявшиеся 12 июня 1991 года одновременно с выборами президента РСФСР на территории города Ленинграда (был избран Борис Ельцин).
По результатам выборов в первом туре с 66,1 % голосов избирателей одержал победу представитель демократических антикоммунистических сил Анатолий Собчак.
Единственным соперником Собчака был депутат Ленсовета, генеральный директор производственного строительно-монтажного объединения «Ленгидроэнергоспецстрой» Юрий Севенард, который набрал 25,72 %.

## Первый тур
| Место                                          | Кандидат                                       | Голоса    | %     |
| ---------------------------------------------- | ---------------------------------------------- | --------- | ----- |
| 1.                                             | Собчак Анатолий Александрович                  | 1 623 659 | 66,13 |
| 2.                                             | Севенард Юрий Константинович                   | 631 367   | 25,72 |
|                                                | Против всех кандидатов                         | 175 532   | 7,15  |
| Недействительны                                | Недействительны                                | 25 258    | 1,03  |
| Число граждан, принявших участие в голосовании | Число граждан, принявших участие в голосовании | 2 455 089 | 64,89 |
| Количество избирателей                         | Количество избирателей                         | 3 783 284 | 100   |